# John Hughes (calciatore 1964)
John Hughes (Edimburgo, 9 settembre 1964) è un allenatore di calcio ed ex calciatore scozzese, di ruolo difensore, tecnico del Ross County.

## Carriera

### Giocatore
Dopo una parentesi allo Swansea City e una militanza nel Falkirk fu ingaggiato dal Celtic nel 1995, quindi dal Hibernian, dall'Ayr United per ritornare al Falkirk come giocatore ed allenatore.

### Allenatore
Alla fine della sua carriera di calciatore diventò allenatore diventando manager del Falkirk nel 2003, inizialmente insieme ad Owen Coyle, che lasciò il Falkirk per aiutare Ian McCall al Dundee United, lasciando Hughes come manager unico. Hughes quindi portò la squadra alla promozione in Scottish Premier League nel 2005 e ad una finale di Coppa di Scozia nel 2009. Al termine della stagione fu scelto come manager del Hibernian sostituendo Mixu Paatelainen. Nel gennaio 2017 diventa l'allenatore del Raith Rovers. Il 28 febbraio seguente, in occasione della partita contro l'Ayr United, non avendo alcun portiere a disposizione, si è trovato costretto a schierare il centrocampista Ryan Stevenson tra i pali fin dal primo minuto (la partita finirà 1-0 per l'Ayr United).

## Palmarès

### Giocatore
- Scottish First Division: 5

Falkirk: 1990-1991, 1993-1994, 2002-2003, 2004-2005
Hibernian: 1998-1999
- Scottish Challenge Cup: 2

Falkirk: 1993-1994, 2004-2005

### Allenatore
- First Division: 1

Falkirk: 2004-2005
- Scottish Challenge Cup: 1

Falkirk: 2004-2005